# Cyclosa cucurbitula
Cyclosa cucurbitula är en spindelart som beskrevs av Simon 1900. Cyclosa cucurbitula ingår i släktet Cyclosa och familjen hjulspindlar. Inga underarter finns listade i Catalogue of Life.